# Liczność materii

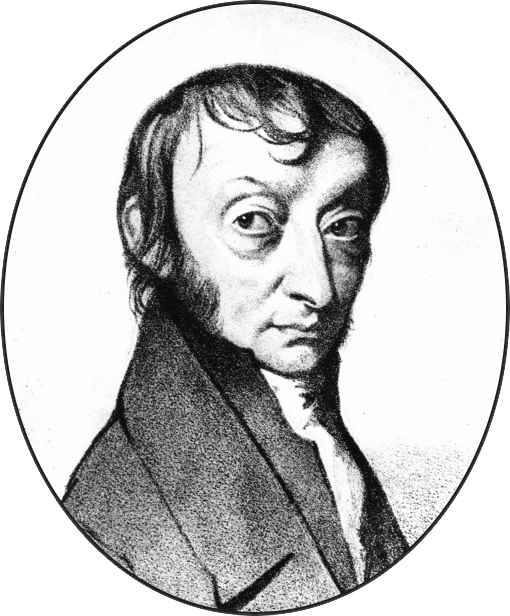
Amadeo Avogadro włoski naukowiec, na cześć którego nazwano stałą Avogadra.

Liczność materii – wielkość fizyczna określająca ilość materii poprzez podanie stosunku liczby dowolnych cząstek tworzących dany obiekt fizyczny do liczby atomów zawartych w 12 g czystego izotopu węgla 12C.
W układzie SI jednostką liczności materii jest mol, który odpowiada liczbie ok. 6,022 141 79(30) × 1023 cząstek.
Między licznością materii a liczbą cząstek występuje następująca zależność:
{\displaystyle n={\frac {N}{N_{\mathrm {A} }}}={\frac {N}{6{,}022\cdot 10^{23}\;\mathrm {mol} ^{-1}}}=N\cdot 1{,}6606\cdot 10^{-24}\;\mathrm {mol} ,}
gdzie:
- {\displaystyle n} – liczność materii w molach,
- {\displaystyle N} – liczba cząstek (atomów, cząsteczek, jonów i wszelkich innych indywiduów chemicznych),
- {\displaystyle N_{\mathrm {A} }} – stała Avogadra (zwana też liczbą Avogadra) o wymiarze [mol−1].

Liczność materii nie powinna być mylona z inną wielkością fizyczną a mianowicie – masą – która w układzie miar SI jest mierzona w kilogramach.

## Problemy terminologiczne
W 1961 r. IUPAP i IUPAC, definiując mol, określiły wielkość fizyczną, której jest jednostką, jako: „amount of substance”. Identycznie określiła ją XIV Generalna Konferencja Miar, uznając mol za jedną z jednostek podstawowych układu SI.
Dosłownym tłumaczeniem tego wyrażenia na język polski jest: „ilość substancji”, i tak tłumaczy ten termin wiele źródeł.

### Ilość czy liczność
Termin „ilość” odnosi się raczej do wielkości niepoliczalnych (ciągłych), jak np. czas, natomiast liczba, liczność, liczebność do zbiorów, lub wielkości policzalnych (dyskretnych).
Termin „mol” zastąpić miał początkowo terminy „gramoatom” i „gramocząsteczka”, definiowane jako ilość substancji o masie wyrażonej w gramach równej liczbowo masie odpowiednio atomowej i cząsteczkowej, czyli taka ilość substancji, w której liczba cząstek (odpowiednio atomów lub cząsteczek) równa jest liczbie Avogadra. Tak zdefiniowała mol w 1957 r. IUPAP.
Definicja przyjęta w 1961 r., stosując termin „amount” (ilość), nieco zatarła tę „liczność”. Jednak Słownik chemii analitycznej w definicji mola używa termin „liczność”, a znaczenie terminu „mol”, jako gramocząsteczka, uznaje za przestarzałe i niepoprawne. Za użyciem terminu „liczność” przemawia też fizyczna definicja substancji, jako zbioru cząstek. Encyklopedia WIEM określa nawet tę wielkość fizyczną, jako „liczność cząstek”.

### Substancja czy materia
Definicja mola, podana przez Generalną Konferencję Miar, wymieniała, jako cząstki zawarte w układach mierzonych za pomocą tej jednostki, wyłącznie te o niezerowej masie spoczynkowej, ograniczała się więc rzeczywiście do substancji. Jednak w praktyce zaczęto stosować tę jednostkę do układów (zbiorów) cząstek bezmasowych (o zerowej masie spoczynkowej) – fotonów. Wymienia je w definicji mola Encyklopedia fizyki i Encyklopedia techniki – chemia, ta ostatnia podaje nawet osobne hasło: „mol fotonów”.
W tej sytuacji pojęcie „substancja”, w nazwie wielkości fizycznej, której jednostką jest mol, jako zbyt wąskie, musi być zastąpione pojęciem „materia” (zdefiniowanym, jako zbiór cząstek, o niezerowej energii).
Tłumaczenie wyrażenia: „amount of substance”, jako „liczność materii” podaje np. Słownik chemii analitycznej.